# Bolbe maia
Bolbe maia är en bönsyrseart som beskrevs av Tindale 1923. Bolbe maia ingår i släktet Bolbe och familjen Iridopterygidae. Inga underarter finns listade i Catalogue of Life.